# Brachyscleroma townesi
Brachyscleroma townesi är en stekelart som beskrevs av Chiu 1987. Brachyscleroma townesi ingår i släktet Brachyscleroma och familjen brokparasitsteklar. Inga underarter finns listade.